# 珠暉区
珠暉区（じゅき-く）は中華人民共和国湖南省衡陽市に位置する市轄区。

## 行政区画
- 街道：衡州路街道、広東路街道、東風路街道、冶金街道、苗圃街道、粤漢街道、東陽渡街道
- 鎮：茶山坳鎮
- 郷：和平郷、酃湖郷